# Clubiona mikhailovi
Clubiona mikhailovi là một loài nhện trong họ Clubionidae. Loài này được phát hiện ở Java.